# Mordellistena caledonica
Mordellistena caledonica is een keversoort uit de familie spartelkevers (Mordellidae). De wetenschappelijke naam van de soort is voor het eerst geldig gepubliceerd in 1905 door Fauv.